# HMS Cardigan Bay (K630)
HMS Cardigan Bay foi um fragata antiaeronaves de classe Bay da Marinha Real Britânica, em homenagem à Baía de Cardigan, na costa de Ceredigion, País de Gales.
O navio foi originalmente encomendado a Henry Robb, de Leith, em 1943, como Loch Laxford, de classe Loch, e estabelecido em 14 de abril de 1944 como Admiralty Job No. J11861. No entanto, o contrato foi alterado e o navio foi concluído com um design revisado como uma fragata antiaérea de classe Bay, e lançado em 28 de dezembro de 1944 como Cardigan Bay, o primeiro navio da Marinha Real a levar o nome. Ela foi concluída em 15 de junho de 1945.